# La Surprise de Noël

La Surprise de Noël (Road to Christmas) est un téléfilm de Noël américain réalisé par Allan Harmon et diffusé le 4 novembre 2018 sur la chaîne Hallmark Channel puis en France le 7 novembre 2019 sur TF1.

## Fiche technique
- Titre original : Road to Christmas
- Titre français : La Surprise de Noël
- Réalisation : Allan Harmon
- Scénario : Zac Hug
- Production : Greg Malcolm, Joyce Sawa et Vicki Sotheran
- Durée : 84 minutes
- Pays : États-Unis

## Distribution
- Jessy Schram : Maggie Baker
- Chad Michael Murray : Danny Wise
- Teryl Rothery : Julia Wise
- Matreya Scarrwener : Stacy Collins
- Jeff Gonek : David Wise
- Cardi Wong : Derek Wise
- Rebekah Asselstine : MJ
- Marlie Collins : Kate
- Alisson Amigo : Madeleine
- BJ Harrison : Claire